# Agius (Dichter)
Agius war Mönch im Kloster Corvey und mittellateinischer Dichter des 9. Jahrhunderts.
Agius schrieb etwa 876 eine Vita der Äbtissin Hathumod von Gandersheim. In der älteren Forschung wurde angenommen, dass Agius ein Bruder der Äbtissin und damit Sohn des sächsischen Grafen Liudolf gewesen wäre. Dieses wurde mittlerweile widerlegt. Gleichwohl stand Agius als Geistlicher in enger Beziehung zu Gandersheim, so dass seine Vita als weitgehend verlässlich gilt. Gleichzeitig wurde sie wegen ihrer Schlichtheit als eine der schönsten Viten des Mittelalters bezeichnet. Diese Arbeit besteht aus einem Prosateil und einer Totenklage aus 359 Distichen in Dialogform. In diesem tritt Agius neben dem Konvent von Gandersheim auf. Des Weiteren verfasste Agius weitere Dichtungen. Seine in Hexametern verfassten sieben Gedichte De computo waren dem Bischof von Hamburg-Bremen Rimbert gewidmet. Die dritte Fassung widmete er der Königin Liutgard. Er war wohl nicht identisch mit dem Poeta Saxo.